# Polonia en la Copa Mundial de Fútbol de 2002
La selección de Polonia fue uno de los 32 equipos participantes en la Copa Mundial de Fútbol de 2002, torneo que se llevó a cabo del 31 de mayo al 30 de junio en Corea del Sur y Japón.

## Clasificación

### Grupo 4

#### Tabla de posiciones
| Equipo      | Pts | PJ | PG | PE | PP | GF | GC |
| ----------- | --- | -- | -- | -- | -- | -- | -- |
| Polonia     | 21  | 10 | 6  | 3  | 1  | 21 | 11 |
| Ucrania     | 17  | 10 | 4  | 5  | 1  | 13 | 8  |
| Bielorrusia | 15  | 10 | 4  | 3  | 3  | 12 | 11 |
| Noruega     | 10  | 10 | 2  | 4  | 4  | 12 | 14 |
| Gales       | 9   | 10 | 1  | 6  | 3  | 10 | 12 |
| Armenia     | 5   | 10 | 0  | 5  | 5  | 7  | 19 |

### Partidos
| Fecha                   | Lugar    | Partido     | Partido | Partido   | Partido | Partido     |
| ----------------------- | -------- | ----------- | ------- | --------- | ------- | ----------- |
| 2 de septiembre de 2000 | Kiev     | Ucrania     |         | 1:3 (1:2) |         | Polonia     |
| 7 de octubre de 2000    | Łódź     | Polonia     |         | 3:1 (1:1) |         | Bielorrusia |
| 11 de octubre de 2000   | Varsovia | Polonia     |         | 0:0       |         | Gales       |
| 24 de marzo de 2001     | Oslo     | Noruega     |         | 2:3 (0:2) |         | Polonia     |
| 28 de marzo de 2001     | Varsovia | Polonia     |         | 4:0 (2:0) |         | Armenia     |
| 2 de junio de 2001      | Cardiff  | Gales       |         | 1:2 (1:1) |         | Polonia     |
| 6 de junio de 2001      | Ereván   | Armenia     |         | 1:1 (1:1) |         | Polonia     |
| 1 de septiembre de 2001 | Chorzów  | Polonia     |         | 3:0 (1:0) |         | Noruega     |
| 5 de septiembre de 2001 | Minsk    | Bielorrusia |         | 4:1 (1:0) |         | Polonia     |
| 6 de octubre de 2001    | Chorzów  | Polonia     |         | 1:1 (1:0) |         | Ucrania     |

## Jugadores
Entrenador:  Jerzy Engel
| No. | Pos. | Jugador            | Fecha de nacimiento (edad)         | Apa. | Club                 |
| --- | ---- | ------------------ | ---------------------------------- | ---- | -------------------- |
| 1   | POR  | Jerzy Dudek        | 23 de marzo de 1973 (29 años)      | 21   | Liverpool            |
| 2   | DEF  | Tomasz Kłos        | 7 de marzo de 1973 (29 años)       | 37   | 1. FC Kaiserslautern |
| 3   | DEF  | Jacek Zieliński    | 10 de octubre de 1967 (34 años)    | 52   | Legia Warsaw         |
| 4   | DEF  | Michał Żewłakow    | 22 de abril de 1976 (26 años)      | 25   | Mouscron             |
| 5   | DEF  | Tomasz Rząsa       | 11 de marzo de 1973 (29 años)      | 9    | Feyenoord            |
| 6   | DEF  | Tomasz Hajto       | 16 de octubre de 1972 (29 años)    | 44   | Schalke 04           |
| 7   | MED  | Piotr Świerczewski | 8 de abril de 1972 (30 años)       | 65   | Marseille            |
| 8   | DEL  | Cezary Kucharski   | 17 de febrero de 1972 (30 años)    | 15   | Legia Warsaw         |
| 9   | DEL  | Paweł Kryszałowicz | 23 de junio de 1974 (27 años)      | 23   | Eintracht Frankfurt  |
| 10  | MED  | Radosław Kałużny   | 2 de febrero de 1974 (28 años)     | 30   | Energie Cottbus      |
| 11  | DEL  | Emmanuel Olisadebe | 22 de diciembre de 1978 (23 años)  | 16   | Panathinaikos        |
| 12  | POR  | Radosław Majdan    | 10 de mayo de 1972 (30 años)       | 5    | Göztepe              |
| 13  | DEF  | Arkadiusz Głowacki | 13 de marzo de 1979 (23 años)      | 2    | Wisła Kraków         |
| 14  | DEL  | Marcin Żewłakow    | 22 de abril de 1976 (26 años)      | 17   | Mouscron             |
| 15  | DEF  | Tomasz Wałdoch     | 10 de mayo de 1971 (31 años)       | 71   | Schalke 04           |
| 16  | DEF  | Maciej Murawski    | 20 de febrero de 1974 (28 años)    | 4    | Legia Warsaw         |
| 17  | MED  | Arkadiusz Bąk      | 6 de octubre de 1974 (27 años)     | 12   | Widzew Łódź          |
| 18  | MED  | Jacek Krzynówek    | 15 de mayo de 1976 (26 años)       | 23   | 1. FC Nürnberg       |
| 19  | DEL  | Maciej Żurawski    | 12 de septiembre de 1976 (25 años) | 9    | Wisła Kraków         |
| 20  | DEF  | Jacek Bąk          | 24 de marzo de 1973 (29 años)      | 36   | Lens                 |
| 21  | MED  | Marek Koźmiński    | 7 de febrero de 1971 (31 años)     | 42   | Ancona               |
| 22  | POR  | Adam Matysek       | 19 de julio de 1968 (33 años)      | 34   | RKS Radomsko         |
| 23  | MED  | Paweł Sibik        | 15 de febrero de 1971 (31 años)    | 2    | Odra Wodzisław       |

## Participación

### Primera ronda

#### Grupo D
| Equipo         | Pts | PJ | PG | PE | PP | GF | GC | Dif |
| -------------- | --- | -- | -- | -- | -- | -- | -- | --- |
| Corea del Sur  | 7   | 3  | 2  | 1  | 0  | 4  | 1  | 3   |
| Estados Unidos | 4   | 3  | 1  | 1  | 1  | 5  | 6  | -1  |
| Portugal       | 3   | 3  | 1  | 0  | 2  | 6  | 4  | 2   |
| Polonia        | 3   | 3  | 1  | 0  | 2  | 3  | 7  | -4  |

| 4 de junio de 2002, 20:30                        | Corea del Sur       | 2:0 (1:0) | Polonia | Estadio Asiad Main, Busán                                         |                                                                   |
|                                                  | Hwang 26' · Yoo 53' | Reporte   |         | Asistencia: 48.760 espectadores Árbitro(s): Óscar Ruiz (Colombia) | Asistencia: 48.760 espectadores Árbitro(s): Óscar Ruiz (Colombia) |
| Primera victoria de Corea del Sur en un Mundial. |                     |           |         |                                                                   |                                                                   |

| 10 de junio de 2002, 20:30 | Portugal                              | 4:0 (1:0) | Polonia | Estadio Mundialista, Jeonju                                       |                                                                   |
|                            | Pauleta 14', 65', 77' · Rui Costa 88' | Reporte   |         | Asistencia: 31.000 espectadores Árbitro(s): Hugh Dallas (Escocia) | Asistencia: 31.000 espectadores Árbitro(s): Hugh Dallas (Escocia) |

| 14 de junio de 2002, 20:30 | Polonia                                       | 3:1 (2:0) | Estados Unidos | Estadio Mundialista, Daejeon                               |                                                            |
|                            | Olisadebe 3' · Kryszałowicz 5' · Żewłakow 65' | Reporte   | Donovan 83'    | Asistencia: 26.482 espectadores Árbitro(s): Jun Lu (China) | Asistencia: 26.482 espectadores Árbitro(s): Jun Lu (China) |